# Hannah John-Kamen
Hannah Dominique John-Kamen (Hull, 6 de setembro de 1989) é uma atriz britânica, mais conhecida por interpretar a personagem Dutch na série televisiva Killjoys.

## Biografia
John-Kamen nasceu em Anlaby, East Yorkshire, sendo filha de um psicólogo forense nigeriano e uma modelo de moda norueguesa. Ela frequentou a escola primária em Kirk Ella e recebeu sua educação secundária na Hull Collegiate School, e também treinou no National Youth Theatre, em Londres. Em 2012, ela se formou na Central School of Speech and Drama.

## Carreira
John-Kamen começou sua carreira profissional em 2011, quando ela forneceu sua voz para o jogo Dark Souls. Em seguida, ela passou a fazer aparições em episódios das séries de televisão Misfits (2011), Black Mirror (2011), Whitechapel (2012), The Syndicate (2012), The Midnight Beast (2012) e The Hour (2012).
Em 2012, John-Kamen interpretou o papel principal de Viva em Viva Forever, um musical da West End baseado nas canções das Spice Girls. Escrito por Jennifer Saunders e produzido por Judy Craymer, Viva Forever estreou em 11 de dezembro de 2012 no Teatro Piccadilly, sendo recebido com críticas geralmente negativas. No entanto, o Daily Mirror elogiou o desempenho de John-Kamen, notando: "É uma vergonha como um elenco talentoso, especialmente a Hannah John-Kamen interpretando a Viva e o resto da Eternidade, são afetados por um enredo clichê e diálogo arrastado". A apresentação foi encerrada em 29 de junho de 2013.
Em 2015, John-Kamen conseguiu um papel como a personagem principal na série Killjoys do canal Syfy. Em 2016, John-Kamen estrelou uma participação convidada na série Game of Thrones, da HBO. No mesmo ano, ela apareceu em "Playtest", o segundo episódio da terceira temporada da série antológica Black Mirror. Em 2018, no filme Homem-Formiga e a Vespa, John-Kamen interpretou a vilã Ava Starr / Fantasma.

## Vida pessoal
John-Kamen toca piano e é treinada em balé, cabaret, dança de jazz, salsa e sapateado.

## Filmografia

### Cinema
| Ano  | Título                                 | Papel                     | Notas        |
| ---- | -------------------------------------- | ------------------------- | ------------ |
| 2015 | Star Wars: The Force Awakens           | Oficial da Primeira Ordem |              |
| 2018 | Tomb Raider                            | Sophie                    |              |
| 2018 | Ready Player One                       | F'Nale Zandor             |              |
| 2018 | Ant-Man and the Wasp                   | Ava Starr / Fantasma      |              |
| 2021 | SAS: Red Notice                        | Dra. Sophie Hart          |              |
| 2021 | Resident Evil: Welcome to Raccoon City | Jill Valentine            |              |
| 2023 | Unwelcome                              | Maya                      |              |
| 2023 | Breaking Point                         | Kate                      |              |
| 2025 | Thunderbolts*                          | Ava Starr / Fantasma      |              |
| 2026 | Avengers: Doomsday                     | Ava Starr / Fantasma      | Pós-produção |

### Televisão
| Ano     | Título                              | Papel                    | Notas                                            |
| ------- | ----------------------------------- | ------------------------ | ------------------------------------------------ |
| 2011    | Misfits                             | Carly                    | Episódio #3.6                                    |
| 2011    | Black Mirror                        | Selma Telse              | Episódio "Fifteen Million Merits"                |
| 2012    | Whitechapel                         | Roxy                     | 2 episódios                                      |
| 2012    | The Syndicate                       | Jovem Assistente de Loja | Episódio #1.2                                    |
| 2012    | The Midnight Beast                  | Pizza Girls              | Episódio "Someone Called Sam"                    |
| 2012    | The Hour                            | Rosa Maria Ramírez       | 3 episódios                                      |
| 2014    | Death in Paradise                   | Yasmin Blake             | 3ª temporada; Episódio 6                         |
| 2014    | Happy Valley                        | Justine                  | 4 episódios                                      |
| 2015    | Cucumber                            | Violet                   | 2 episódios                                      |
| 2015    | The Ark                             | Nahlab                   | Telefilme                                        |
| 2015    | Banana                              | Violet                   | 2 episódios                                      |
| 2015–19 | Killjoys                            | Dutch                    | Papel principal                                  |
| 2016    | The Tunnel: Sabotage                | Rosa Persaud             | 5 episódios                                      |
| 2016    | Game of Thrones                     | Ornela                   | Episódios: "Oathbreaker", "Book of the Stranger" |
| 2016    | Black Mirror                        | Sonja                    | Episódio: "Playtest"                             |
| 2019    | The Dark Crystal: Age of Resistance | Naia (voz)               | 5 episódios                                      |
| 2020    | The Stranger                        | The Stranger             | 8 episódios                                      |
| 2020    | Brave New World                     | Wilhelmina "Helm" Watson | 9 episódios                                      |

### Videogame
| Ano  | Título        | Papel               | Notas      |
| ---- | ------------- | ------------------- | ---------- |
| 2011 | Dark Souls    | Lord's Blade Ciaran | Apenas voz |
| 2014 | Dark Souls II | Sweet Shalquoir     | Apenas voz |

## Teatro
| Ano  | Título       | Papel | Teatro            | Notas                                             |
| ---- | ------------ | ----- | ----------------- | ------------------------------------------------- |
| 2012 | Viva Forever | Viva  | Teatro Piccadilly | De 11 de dezembro de 2012 até 29 de junho de 2013 |